# 皮圖西賴山
皮圖西賴山（Pitusiray）是秘魯的山峰，位於該國東南部庫斯科大區，處於薩瓦西賴山附近，屬於安第斯山脈中烏魯潘帕山脈的一部分，海拔高度5,800米。